# Ian Comley
Ian Comley ist ein britischer Filmtechniker für visuelle Effekte.

## Leben und Wirken
Comley machte zunächst einen Bachelor in Computer Engineering, bevor er seinen Master in Computer Animation machte. Sein Studium am National Centre for Computer Animation der Bournemouth University schloss er 2004 mit einem Master of Science ab.
Nach seinem Studium arbeitete Comley zunächst bei Framestore, wo er an den visuellen Effekten verschiedener Filme wie Gravity, Guardians of the Galaxy oder Paddington mitarbeitete. Später wechselte er zu Industrial Light & Magic (ILM), wo er erst als CG Supervisor für Filme der Star-Wars-Reihe, später als VFX Supervisor für weitere Filme und auch die Graphik der ABBA Voyage – The Concert in London arbeitete.
Außerdem wirkte Comley beim STEAM Programm des Vereinigten Königreichs mit, das Schüler ermutigen soll, Karrieren in den Bereichen Naturwissenschaften, Technologie, Ingenieurswesen, Design und Mathematik zu verfolgen. Auch hält er Vorträge und leitet Meisterklassen am National Centre for Computer Animation.
Für seine Arbeit am Film The Creator wurde Comley 2024 gemeinsam mit Jay Cooper, Neil Corbould und Andrew Roberts für einen Oscar in der Kategorie Beste visuelle Effekte nominiert.

## Filmografie
- 2005: Eine zauberhafte Nanny (Nanny McPhee)
- 2005: Harry Potter und der Feuerkelch (Harry Potter and the Goblet of Fire)
- 2006: X-Men: Der letzte Widerstand (X-Men: The Last Stand)
- 2007: Harry Potter und der Orden des Phönix (Harry Potter and the Order of the Phoenix)
- 2007: Underdog – Unbesiegt weil er fliegt (Underdog)
- 2008: Die Chroniken von Narnia: Prinz Kaspian von Narnia (The Chronicles of Narnia: Prince Caspian)
- 2010: Prince of Persia: Der Sand der Zeit (Prince of Persia: The Sands of Time)
- 2010: Die Chroniken von Narnia: Die Reise auf der Morgenröte (The Chronicles of Narnia: The Voyage of the Dawn Treader)
- 2013: Gravity
- 2014: Guardians of the Galaxy
- 2014: Paddington
- 2015: Star Wars: Das Erwachen der Macht (Star Wars: The Force Awakens)
- 2017: Life
- 2017: Star Wars: Die letzten Jedi (Star Wars: The Last Jedi)
- 2019: Aladdin
- 2023: The Creator